# NGC 5004C
NGC 5004C (другие обозначения — UGC 8259, MCG 5-31-150, ZWG 160.156, IRAS13086+2950, PGC 45757) — галактика в созвездии Волосы Вероники.
Этот объект не входит в число перечисленных в оригинальной редакции «Нового общего каталога» и был добавлен позднее.